# Josef Koudelka
Josef Koudelka, né le 10 janvier 1938 à Boskovice en Moravie, est un photographe français d’origine tchèque. Il vit et travaille à Paris et à Prague.

## Biographie
Il est né en 1938 à Boskovice. Un ami de son père, un boulanger, l’initie à la photographie et Josef Koudelka commence à photographier sa famille et ses amis. Il poursuit des études à l’université technique de Prague (de 1956 à 1961), lorsqu’il rencontre Jiri Jenicek (cs), photographe et critique, qui l’encourage à exposer ses images.
Il réalise sa première exposition au théâtre Semafor à Prague et rencontre Anna Fárová, critique d’art, qui devient son amie et sa collaboratrice. Il voyage en Italie.
Ses photos reflètent les déchirements, les révoltes et les tourmentes de son pays : des images où les individus semblent en décalage dans un monde inquiétant qu’ils subissent plus qu’ils ne maîtrisent.
Ses premières images témoignent d’une vie de bohème, menée en parallèle à sa vie d’ingénieur aéronautique. Il suit la vie des Gitans en Tchécoslovaquie jusqu’en 1970, photographie beaucoup et participe à des représentations théâtrales. Il devient membre de l’Union des Artistes Tchécoslovaques. En 1966, il publie un livre sur le spectacle Ubu Roi.
En 1967, il abandonne l’aéronautique et se consacre pleinement à la photographie.

### Photographe professionnel
En 1967 il expose pour la première fois ses photographies sur les gitans, puis il va photographier les gitans de Roumanie.
Josef Koudelka photographie l’invasion des troupes du pacte de Varsovie, qui mit brutalement fin à l’expérience du Printemps de Prague, en août 1968 dans les rues de la capitale tchèque, et c’est tout d’abord anonymement, sous les initiales «P.P.» pour « Prague Photographer », que ses images sont publiées aux États-Unis par l’agence Magnum. Il reçoit le prix Robert Capa pour ces images, icônes marquantes de l’histoire politique de la Tchécoslovaquie, sans que son nom soit mentionné.
En 1970, il quitte son pays, devient apatride et s’installe en Angleterre jusqu’en 1979, continuant son travail photographique sur les Gitans et les diverses coutumes des pays d’Europe, toujours en quête d’instants de liberté.

### Magnum Photos

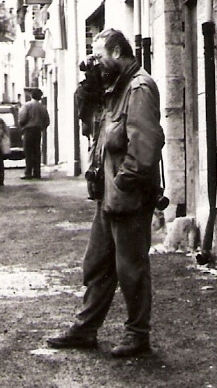
Josef Koudelka dans les rues de Collesano (Sicile) – Pâques 1987.

Josef Koudelka devient membre de l’agence Magnum en 1974 et se lie d’amitié avec Henri Cartier-Bresson et Robert Delpire.
En 1975, il fait sa première exposition personnelle au Musée d’art moderne de New York
C’est en 1984 que lui est consacrée une première exposition d’importance, à la Hayward Gallery de Londres. Après seize ans d’anonymat, ses photos praguoises de l’intervention des troupes du pacte de Varsovie sont publiées pour la première fois sous son nom.
En 1986, il commence à utiliser un appareil panoramique et participe à la mission photographique Transmanche, un projet sur les conséquences et les transformations causées par la construction du tunnel sous la Manche.
En 1987, Koudelka est naturalisé français. En 1989, il reçoit le Prix Romanès par les Initiatives Tsiganes des mains de Matéo Maximoff, pour l'ensemble de son œuvre et en particulier pour ses travaux sur les gitans.
Après vingt ans d’exil, il retourne dans son pays natal en 1990, après la Révolution de velours et ses photos de 1968 sont enfin publiées à Prague.
En septembre 2021, Josef Koudelka fait une donation de 2 000 tirages des séries « Gitans » et « Printemps de Prague » au Musée des arts décoratifs de Prague.

## Inédits
Revenir à la genèse d’Exils, c’est se confronter à une pratique réfléchie, rétrospective et s’ouvrir à un monde photographique insoupçonné.

Les polyptyques de ses « Katalog », placés à l’horizontale ou à la verticale, jouaient déjà des continuités entre clichés. Koudelka poursuit sa recherche formelle sur l’horizontalité avec sa série des Réveils, avant d’adopter le format panoramique dès 1980, inaugurant ainsi un nouveau cycle créatif.

« Être en exil, c'est tout simplement le fait d'avoir quitté son pays et de ne pas pouvoir rentrer. Chaque exil est une expérience individuelle, différente. Moi je voulais voir le monde et photographier. Cela fait quarante-cinq ans que je voyage. Je ne suis jamais resté nulle part plus de trois mois. Quand je ne trouvais plus rien à photographier, il fallait que je parte. Quand j'ai pris la décision de ne pas rentrer, je savais que je voulais développer une expérience du monde que je ne pouvais pas envisager quand j'étais en Tchécoslovaquie. »

— Joseph Koudelka, Le Monde, 23 mai 2015.

## Publications
Liste non exhaustive.
- Gitans, La fin du voyage ; prix Nadar en 1978[9],
- Exils, Delpire Éditeur,  (ISBN 978-2851072733), 1988, réédition 2014.
- Chaos (2000),
- Invasion Prague 68 Éditions Tana, 2008, 294 p.  (ISBN 978-2845674387)
- Koudelka - Gitans, Delpire Éditeur, 2011, 192 p.  (ISBN 978-2851072610)
- Lime, éditions Xavier Barral, 2012, 248 p.  (ISBN 978-2915173857)
- Wall : Israël-Palestine, paysage 2008-2012, Xavier Barral, 2013. 120 p.  (ISBN 978-2365110228)
- La fabrique d’Exils, éditions Xavier Barral, 2017. 153 p.  (ISBN 978-2365111188).
- Koudelka Theatre, Paris, Delpire & co, 2021, 96 p. (ISBN 9791095821403)
- Koudelka, Ikonar - Constellation d’archives  (préf. Tatyana Franck), Paris, Noir Sur Blanc / Musée de l’Élysée, 2022, 268 p. (ISBN 2882507968)

## Expositions personnelles
Années 1960
- 1961 : Divadlo Semafor, Prague, Tchécoslovaquie
- 1967 : Josef Koudella: Cikáni – 1961-1966 - Divadlo za branou, Prague, Tchécoslovaquie
- 1968 : Josef Koudelka: Divaldeni fotografie – 1965-1968, Divadlo za branou, Prague, Tchécoslovaquie

Années 1970
- 1975 : Josef Koudelka - The Museum of Modern Art, New York[10],[11].
- 1977 : Gitans: la fin du voyage, Galerie Delpire Robert Delpire, Paris ; Kunsthaus Zürich, Zürich, Suisse ; The Tel-Aviv Museum, Israël ; Victoria & Albert Museum, Londres

Années  1980
- 1984 :  Josef Koudelka - Hayward Gallery, Londres
- 1988-1989 : Josef Koudelka, Centre national de la photographie, Palais de Tokyo, Paris[12] ; International Center of Photography, New York ; Akademie der Künste, Berlin ; Musée Folkwang, Essen ; Institut valencien d'art moderne, Valence, Espagne.
- 1989 : Josef Koudelka, Mission Transmanche du Centre régional de la photographie du Nord Pas-de-Calais - Galerie de l’ancienne poste, Calais, France
- 1989 : Les Gens du voyage, Centre d’action culturelle, Angoulême, France

Années 1990
- 1990 : Josef Koudelka z Fotografickécho Dila 1958-1990 - Umeleckoprumyslové, Prague, Tchécoslovaquie
- 1991 : exposition aux Rencontres de la photographie d'Arles, France[13].
- 1994 : Cerny trojuhelnik - Podkrusnohori : Fotografie 1990 -1994 (Black Triangle) - Salmovsky Palac, Prague, République tchèque
- 1995-1997 : Periplanissis : following Ulysses’ Gaze - Mylos, Thessaloniki, Grèce ; Zapeion, Athènes, Grèce ; Centre culturel Una Volta, Bastia, France ; ville de Rodez, France ; Tokyo Metropolitan Museum of Photography, Tokyo, Japon ; Museo di Storia della Fotografia, Fratelli Alinari, Florence, Italie
- 1998 : Reconnaissance: Wales - National Museums and Galleries of Wales, Cardiff, Royaume uni
- 1999-2001 : Chaos - Palazzo delle Esposizioni, Rome, Italie ; Cantieri Culturali della Zisa, Palerme, Italie ; Palazzo Marino alla Scala, Milan Italie ; The Snellman Hall, Helsinki, Finlande ; sala de exposiciones de Plaza de Espana, Madrid, Espagne

Années 2000
- 2002 : Josef Koudelka : Fotograf - National Gallery, Prague, Czech Republic
- 2002-2003 Rétrospective - Rencontres internationales de la Photographie, Arles, France ; Museo del Palacio de Bellas Artes, Mexico City, Mexico ; Museo de Arte Contemporaneo, Monterrey, Mexico
- 2003 : Teatro del Tempo - Mercati di Traiano, Rome, Italie
- 2006 : Exposition et lauréat du prix Découverte, les Rencontres d’Arles, France
- 2008 : Projection au Théâtre Antique d’Arles, pour les Rencontres d’Arles, France[14].
- 2008 : Rétrospective Koudelka au musée Benaki d’Athènes

Années 2010
- 2013 : « Vestiges 1991-2012 », 12 janvier - 15 avril 2013, pour Marseille-Provence 2013, Capitale Européenne de la Culture[15]
- 2017 : « La Fabrique d’exils », Galerie de photographies, Centre national d’art et de culture Georges-Pompidou, du 22 février au 22 mai[16].
- 2018 : « Koudelka:Invasion 1968 & Archival footage by Jan Nemec », National Gallery, Prague, du 22 août à juin 2019[17]

Années 2020
- 2020 : « Ruines », 12 septembre - 16 décembre 2020, BNF[18]
- 2022 : « Josef Koudelka, Ikonar. Constellations d’archives (1960-2012) », Photo Élysée, Lausanne, du 5 novembre 2022 au 29 janvier 2023[19]

## Expositions collectives notables
- 2017 : Paysages français - Une aventure photographique (1984 - 2017), rassemblant près de mille images de 167 photographes, parmi lesquels Raymond Depardon, Lewis Baltz, Elina Brotherus, Robert Doisneau, Thierry Girard, Harry Gruyaert, Sophie Ristelhueber, Gabriele Basilico, Bernard Plossu, Pierre de Fenoÿl , Bibliothèque nationale de France, Paris

## Prix et récompenses
- 1967 : Prix de l’Union des artistes tchécoslovaques (qualités novatrices de son travail en rapport avec le théâtre)
- 1969 : Prix Robert Capa (qu’il obtient anonymement)[20]
- 1978 : Prix Nadar Gens d'images[20]
- 1987 : Grand Prix national de la photographie, Paris
- 1989 : Prix Romanès des Initiatives Tsiganes pour l'ensemble de son œuvre[21]
- 1991 : Prix Henri-Cartier-Bresson[20].
- 1992 : Prix international de la Fondation Hasselblad[22]
- 1998 : Médaille du centenaire de la Royal Photographic Society[23]
- 2004 : Prix Cornell Capa, Centre international de la photographie[24]
- 2009 : Membre de l’Académie des arts de Berlin[25]

### Filmographie
- Koudelka Shooting Holy Land (2015), documentaire de Gilad Baram (Allemagne/ République Tchèque, 1 h 12 min).
- [vidéo] Entrée libre, « Dans les pas de Koudelka », sur YouTube, 7 avril 2017.
- (en) [vidéo] E ī h w a z, « Josef Koudelka - Photographer Technique & Process », sur YouTube, 12 septembre 2015.
- (en) [vidéo] The Art of Photography, « Josef Koudelka », sur YouTube, 21 décembre 2014.
- Rencontre autour de l'œuvre de Josef Koudelka : conférence du 01 décembre 2020 (avec Héloïse Conésa, interview. ; Bernard Latarjet, Alain Schnap, participants), Paris : Bibliothèque nationale de France, 2020 (1 h 30 min) (BNF 47071692).